# 召武公
召武公（？—？），春秋时期召国国君。鲁僖公十一年（前649年），周襄王派召武公、内史过向晋惠公赐命。内史过回来后对周襄王说：“晋侯其无后乎。王赐之命而惰于受瑞，先自弃也已，其何继之有？礼，国之干也。敬，礼之舆也。不敬则礼不行，礼不行则上下昏，何以长世？”
| 前任： 召伯廖 | 召国国君 | 繼任： 召昭公 |